# Poldark – Wichry losu
Poldark – Wichry losu (tytuł oryginalny: Poldark) – brytyjski kostiumowy serial telewizyjny na motywach cyklu powieści Dziedzictwo rodu Poldarków autorstwa Winstona Grahama, emitowany od 8 marca 2015 roku przez stację BBC One. Po sukcesie pierwszej ośmioodcinkowej serii powstała druga, 10-odcinkowa seria, której premiera odbyła się 4 września 2016 roku. W Polsce serial emitowany był przez TVP1 oraz Epic Drama.
Jest to druga telewizyjna ekranizacja Poldarka wyprodukowana przez BBC – pierwsza powstała w latach 1975–1977.

## Fabuła
Akcja serialu rozgrywa się w drugiej połowie XVIII wieku. Szlachcic Ross Poldark wraca ze Stanów Zjednoczonych do rodzinnej Kornwalii. Zaskakuje tym rodzinę i dawnych przyjaciół, przekonanych, że zginął w amerykańskiej wojnie. Ross dowiaduje się, że jego ojciec zmarł, a posiadłość Poldarków popadła w ruinę. Okazuje się też, że jego narzeczona Elizabeth zaręczyła się z jego kuzynem Francisem. Zdeterminowany Ross podejmuje walkę o odbudowę swojego majątku, pokładając nadzieję w kopalni miedzi, która ma przynieść mu dochody. Na jego drodze stają jednak ludzie, których interesy są w sprzeczności z planami Rossa. Jednocześnie Poldark zakochuje się w pochodzącej z gminu Demelzie, pomiatanej przez własnego ojca.

## Podstawa adaptacji serialu
Podstawą scenariusza serialu jest cykl powieściowy o Poldarku autorstwa Winstona Grahama, wydany także po polsku. Pierwsza seria jest adaptacją dwóch powieści Grahama: Ross Poldark i Demelza. Druga seria serialu obejmowała wydarzenia z powieści: Jeremy Poldark i Warleggan. Trzecia seria była adaptacją książki Czarny księżyc oraz części książki Cztery łabędzie. Czwarta seria obejmowała wydarzenia z drugiej części Czterech łabędzi oraz z Fali gniewu. Piąty i zarazem finałowy sezon dział się pomiędzy wydarzeniami opisanymi w Fali gniewu a Przybyszem z morza - wydarzenia w książkach dzieli dziesięć lat.

## Główne role
- Aidan Turner jako Ross Poldark
- Eleanor Tomlinson jako Demelza Poldark
- Ruby Bentall jako Verity Poldark
- Kyle Soller jako Francis Poldark
- Heida Reed jako Elizabeth Poldark
- Jack Farthing jako George Warleggan
- Beatie Edney jako Prudie
- Philip Davis jako Jud Paynter
- Warren Clarke jako Charles Poldark
- Richard Harrington jako  Andrew Blamey
- Luke Norris jako Dwight Enys
- Gabriella Wilde jako Caroline Penvenen
- John Nettles jako Ray Penvenen
- Ellise Chappell jako Morwenna Chynoweth
- Harry Richardson jako Drake Carne
- Tom York jako Sam Carne

## Lista odcinków

### Seria 1 (2015)
| Odcinek | Reżyseria         | Scenariusz       | Premiera         | Polska premiera  |
| ------- | ----------------- | ---------------- | ---------------- | ---------------- |
| 1       | Edward Bazalgette | Debbie Horsfield | 8 marca 2015     | 15 stycznia 2016 |
| 2       | Edward Bazalgette | Debbie Horsfield | 15 marca 2015    | 22 stycznia 2016 |
| 3       | Edward Bazalgette | Debbie Horsfield | 22 marca 2015    | 29 stycznia 2016 |
| 4       | Edward Bazalgette | Debbie Horsfield | 29 marca 2015    | 5 lutego 2016    |
| 5       | William McGregor  | Debbie Horsfield | 5 kwietnia 2015  | 12 lutego 2016   |
| 6       | William McGregor  | Debbie Horsfield | 12 kwietnia 2015 | 19 lutego 2016   |
| 7       | William McGregor  | Debbie Horsfield | 19 kwietnia 2015 | 26 lutego 2016   |
| 8       | William McGregor  | Debbie Horsfield | 26 kwietnia 2015 | 11 marca 2016    |

### Seria 2 (2016)
| Odcinek | Reżyseria        | Scenariusz       | Premiera             | Polska premiera      |
| ------- | ---------------- | ---------------- | -------------------- | -------------------- |
| 1       | William Sinclair | Debbie Horsfield | 4 września 2016      | 28 października 2016 |
| 2       | William Sinclair | Debbie Horsfield | 11 września 2016     | 4 listopada 2016     |
| 3       | William Sinclair | Debbie Horsfield | 18 września 2016     | 18 listopada 2016    |
| 4       | William Sinclair | Debbie Horsfield | 25 września 2016     | 25 listopada 2016    |
| 5       | Charlie Palmer   | Debbie Horsfield | 2 października 2016  | 2 grudnia 2016       |
| 6       | Charlie Palmer   | Debbie Horsfield | 9 października 2016  | 16 grudnia 2016      |
| 7       | Charlie Palmer   | Debbie Horsfield | 16 października 2016 | 23 grudnia 2016      |
| 8       | Charlie Palmer   | Debbie Horsfield | 23 października 2016 | 30 grudnia 2016      |
| 9       | Richard Senior   | Debbie Horsfield | 30 października 2016 | 6 stycznia 2017      |
| 10      | Richard Senior   | Debbie Horsfield | 6 listopada 2016     | 13 stycznia 2017     |

### Seria 3 (2017)
| Odcinek | Reżyseria          | Scenariusz       | Premiera        | Polska premiera  |
| ------- | ------------------ | ---------------- | --------------- | ---------------- |
| 1       | Joss Agnew         | Debbie Horsfield | 11 czerwca 2017 | 8 kwietnia 2019  |
| 2       | Joss Agnew         | Debbie Horsfield | 18 czerwca 2017 | 9 kwietnia 2019  |
| 3       | Stephen Woolfenden | Debbie Horsfield | 25 czerwca 2017 | 10 kwietnia 2019 |
| 4       | Stephen Woolfenden | Debbie Horsfield | 2 lipca 2017    | 11 kwietnia 2019 |
| 5       | Stephen Woolfenden | Debbie Horsfield | 9 lipca 2017    | 15 kwietnia 2019 |
| 6       | Joss Agnew         | Debbie Horsfield | 16 lipca 2017   | 16 kwietnia 2019 |
| 7       | Joss Agnew         | Debbie Horsfield | 23 lipca 2017   | 17 kwietnia 2019 |
| 8       | Joss Agnew         | Debbie Horsfield | 30 lipca 2017   | 18 kwietnia 2019 |
| 9       | Joss Agnew         | Debbie Horsfield | 6 sierpnia 2017 | 19 kwietnia 2019 |

### Seria 4 (2018)
| Odcinek | Reżyseria   | Scenariusz       | Premiera        | Polska premiera  |
| ------- | ----------- | ---------------- | --------------- | ---------------- |
| 1       | Joss Agnew  | Debbie Horsfield | 10 czerwca 2018 | 1 grudnia 2019   |
| 2       | Joss Agnew  | Debbie Horsfield | 17 czerwca 2018 | 8 grudnia 2019   |
| 3       | Joss Agnew  | Debbie Horsfield | 24 czerwca 2018 | 15 grudnia 2019  |
| 4       | Brian Kelly | Debbie Horsfield | 1 lipca 2018    | 22 grudnia 2019  |
| 5       | Brian Kelly | Debbie Horsfield | 8 lipca 2018    | 29 grudnia 2019  |
| 6       | Brian Kelly | Debbie Horsfield | 15 lipca 2018   | 05 stycznia 2020 |
| 7       | Joss Agnew  | Debbie Horsfield | 22 lipca 2018   | 12 stycznia 2020 |
| 8       | Joss Agnew  | Debbie Horsfield | 29 lipca 2018   | 19 stycznia 2020 |

### Seria 5 (2019)
| Odcinek | Reżyseria         | Scenariusz       | Premiera         | Polska premiera |
| ------- | ----------------- | ---------------- | ---------------- | --------------- |
| 1       | Sallie Aprahamian | Debbie Horsfield | 14 lipca 2019    | 9 lutego 2020   |
| 2       | Sallie Aprahamian | Debbie Horsfield | 21 lipca 2019    | 16 lutego 2020  |
| 3       | Sallie Aprahamian | Debbie Horsfield | 28 lipca 2019    | 23 lutego 2020  |
| 4       | Justin Molotnikov | Debbie Horsfield | 4 sierpnia 2019  | 1 marca 2020    |
| 5       | Justin Molotnikov | Debbie Horsfield | 11 sierpnia 2019 | 8 marca 2020    |
| 6       | Justin Molotnikov | Debbie Horsfield | 18 sierpnia 2019 | 15 marca 2020   |
| 7       | Joss Agnew        | Debbie Horsfield | 25 sierpnia 2019 | 22 marca 2020   |
| 8       | Sallie Aprahamian | Debbie Horsfield | 26 sierpnia 2019 | 29 marca 2020   |

## Międzynarodowa emisja
- Australia: ABC TV (od 12 kwietnia 2015)[10]
- Chiny: LeTV (od grudnia 2015)[11]
- Hiszpania: Canal+ Series (od 14 lutego 2016)[12]
- Japonia: Imagica BS (od 10 marca 2016)[13]
- Kanada: Vision TV (od 14 października 2015)[14]
- Niemcy: Sony Entertainment TV (od marca 2016)[15]
- Norwegia: NRK1 (od 6 września 2015)[16]
- Nowa Zelandia: Prime (od 22 kwietnia 2015)[17]
- Polska: TVP1 (od 15 stycznia 2016)[18]
- Południowa Afryka: DStv (od 7 maja 2015)[19]
- Stany Zjednoczone: PBS (od 21 czerwca 2015)[20]
- Szwecja: SVT (od 22 sierpnia 2015)[21]

## Nagrody i nominacje
| Rok  | Nagroda                           | Kategoria                                                            | Rezultat  |
| ---- | --------------------------------- | -------------------------------------------------------------------- | --------- |
| 2015 | TV Choice Awards                  | Best New Drama (Poldark)                                             | Wygrana   |
| 2015 | TV Choice Awards                  | Best Actor (Aidan Turner)                                            | Nominacja |
| 2015 | TV Choice Awards                  | Best Actress (Eleanor Tomlinson)                                     | Nominacja |
| 2015 | RadioTimes TV Champion            | Drama Champion (Aidan Turner)                                        | Wygrana   |
| 2015 | RadioTimes TV Champion            | Drama Champion (Eleanor Tomlinson)                                   | Nominacja |
| 2015 | Craft & Design Awards 2015        | Costume Design (Marianne Agertoft)                                   | Nominacja |
| 2015 | Craft & Design Awards 2015        | Make Up Design (Jacqueline Fowler)                                   | Wygrana   |
| 2015 | RNA Industry Awards               | Best Adaptation of a Novel (Debbie Horsfield)                        | Wygrana   |
| 2015 | C21 Drama Award                   | Best Male Performance (Aidan Turner)                                 | Nominacja |
| 2015 | C21 Drama Award                   | Best English Language Drama (Poldark)                                | Nominacja |
| 2015 | International „Gold Panda” Awards | Best Miniseries/Made-for-TV Movie (Poldark)                          | Wygrana   |
| 2016 | National Television Awards        | Impact Award (Aidan Turner)                                          | Wygrana   |
| 2016 | National Television Awards        | New Drama (Poldark)                                                  | Nominacja |
| 2016 | National Television Awards        | Drama Performance (Aidan Turner)                                     | Nominacja |
| 2016 | Broadcast Awards                  | Best Drama Series or Serial (Poldark)                                | Nominacja |
| 2016 | Broadcast Awards                  | International Programme Sales (Poldark)                              | Nominacja |
| 2016 | The RTS West of England Awards    | Best Television Drama (Poldark)                                      | Nominacja |
| 2016 | The RTS West of England Awards    | Best On Screen Performance (Aidan Turner)                            | Nominacja |
| 2016 | The RTS West of England Awards    | Best Composer (Anne Dudley)                                          | Nominacja |
| 2016 | The RTS West of England Awards    | Best Cinematography (Cinders Forshaw)                                | Nominacja |
| 2016 | The RTS West of England Awards    | Best Sound (Glen Marullo, Jennie Evans, Gareth Bull, Blair Jollands) | Nominacja |
| 2016 | The RTS West of England Awards    | Best Editing (Adam Recht)                                            | Nominacja |
| 2016 | BPG Awards                        | Best Actor (Aidan Turner)                                            | Nominacja |
| 2016 | BPG Awards                        | Breakthrough Award (Aidan Turner)                                    | Wygrana   |
| 2016 | The Gossies Awards                | Best Actor (Aidan Turner)                                            | Wygrana   |
| 2016 | Celtic Media Festival             | Drama series (Poldark, Kornwalia)                                    | Wygrana   |
| 2016 | IFTA Awards                       | Actor In A Lead Role In Drama (Aidan Turner)                         | Nominacja |
| 2016 | BAFTA Craft Awards                | Costume Design (Marianne Agertoft)                                   | Nominacja |
| 2016 | BAFTA Craft Awards                | Original music (Anne Dudley)                                         | Nominacja |
| 2016 | BAFTA TV                          | The Radio Times Audience Award (Poldark)                             | Wygrana   |
| 2016 | Golden Nymph Awards               | TV Series Drama (Poldark)                                            | Nominacja |
| 2016 | Golden Nymph Awards               | Outstanding Actor (Aidan Turner)                                     | Nominacja |
| 2016 | Golden Nymph Awards               | Outstanding Actress (Eleanor Tomlinson)                              | Nominacja |
| 2016 | RadioTimes TV Champion            | Drama Champion (Aidan Turner)                                        | Wygrana   |
| 2016 | RadioTimes TV Champion            | Drama Champion (Eleanor Tomlinson)                                   | Nominacja |
| 2017 | National Television Awards        | Best Period Drama                                                    | Nominacja |
| 2017 | The RTS West of England Awards    | Best Drama                                                           | Nominacja |
| 2017 | The RTS West of England Awards    | Best On Screen Performance (Eleanor Tomlinson)                       | Nominacja |
| 2017 | The RTS West of England Awards    | Best Cinematography                                                  | Nominacja |
| 2017 | TRIC Awards                       | HD Drama Programme of the Year (Poldark)                             | Wygrana   |
| 2017 | BAFTA Craft Awards                | Original music (Anne Dudley)                                         | Nominacja |